# 索布爾鎮區 (密歇根州)
索布爾鎮區（英語：Sauble Township）是位於美國密歇根州萊克縣的一個行政鎮區。

## 地方資料
索布爾鎮區的面積為91.60平方千米，當中陸地面積為89.70平方千米，而水域面積為1.90平方千米。根據2020年美國人口普查的數據，當地共有人口373人，而人口密度為每平方千米4.07人。